# A Ferencvárosi TC 1955-ös szezonja
A Ferencvárosi TC 1955-ös szezonja szócikk a Ferencvárosi TC első számú férfi labdarúgócsapatának egy szezonjáról szól, mely összességében és sorozatban is az 53. idénye volt a csapatnak a magyar első osztályban. A klub fennállásának ekkor volt az 56. évfordulója. Ebben a szezonban is Bp. Kinizsi néven szerepeltek.

## Mérkőzések
| Színmagyarázat | Színmagyarázat |
| -------------- | -------------- |
|                | Győzelem.      |
|                | Döntetlen.     |
|                | Vereség.       |

### NB 1 1955

#### Tavaszi fordulók
| 1. forduló 1955. február 27. |

| Bp. Kinizsi                     | 4 – 1               | Csepeli Vasas |
| ------------------------------- | ------------------- | ------------- |
| Vilezsál 21' Ombódi 78' 86' 87' | (1 – 0) Jegyzőkönyv | Sárvári 81'   |

| Üllői út, Budapest Nézőszám: 32 000 Játékvezető: Dankó György (magyar) |

| 2. forduló 1955. március 6. |

| Szombathelyi Törekvés | 0 – 3               | Bp. Kinizsi                  |
| --------------------- | ------------------- | ---------------------------- |
|                       | (0 – 0) Jegyzőkönyv | Kertész 62' Fenyvesi 72' 85' |

| Rohonci úti stadion, Szombathely Nézőszám: 6 000 Játékvezető: Harangozó Sándor (magyar) |

| 3. forduló 1955. március 13. |

| Bp. Kinizsi                                          | 5 – 0               | Pécsi Dózsa |
| ---------------------------------------------------- | ------------------- | ----------- |
| Vilezsál 20' 71' Ombódi 45' Fenyvesi 69' Kertész 74' | (2 – 0) Jegyzőkönyv |             |

| Üllői út, Budapest Nézőszám: 32 000 Játékvezető: Kamarás Árpád (magyar) |

| 4. forduló 1955. március 20. |

| Bp. Kinizsi             | 2 – 0               | Diósgyőri Vasas |
| ----------------------- | ------------------- | --------------- |
| Fenyvesi 7' Kertész 87' | (1 – 0) Jegyzőkönyv |                 |

| Üllői út, Budapest Nézőszám: 34 000 Játékvezető: Gurszky Sándor (magyar) |

| 5. forduló 1955. március 23. |

| Salgótarjáni BTC | 1 – 1               | Bp. Kinizsi |
| ---------------- | ------------------- | ----------- |
| Bablena 32'      | (1 – 1) Jegyzőkönyv | Dalnoki 18' |

| Salgótarján Nézőszám: 10 000 Játékvezető: Zsolt István (magyar) |

| 6. forduló 1955. március 27. |

| Bp. Kinizsi | 0 – 0               | Budapesti Honvéd |
| ----------- | ------------------- | ---------------- |
|             | (0 – 0) Jegyzőkönyv |                  |

| Népstadion, Budapest Nézőszám: 98 000 Játékvezető: Harangozó Sándor (magyar) |

| 7. forduló 1955. március 30. |

| Bp. Kinizsi                  | 3 – 1               | Dorogi Bányász |
| ---------------------------- | ------------------- | -------------- |
| Kertész 37' 42' Vilezsál 64' | (2 – 0) Jegyzőkönyv | Kinczel 62'    |

| Népstadion, Budapest Nézőszám: 40 000 Játékvezető: Sipos Szilárd (magyar) |

| 8. forduló 1955. április 3. |

| Bp. Kinizsi                                                    | 7 – 0               | Szolnoki Légierő |
| -------------------------------------------------------------- | ------------------- | ---------------- |
| Orosz 8' 75' 81' Kertész 38' Láng 41' Vilezsál 60' Dalnoki 82' | (3 – 0) Jegyzőkönyv |                  |

| Népstadion, Budapest Nézőszám: 50 000 Játékvezető: Dorogi Andor (magyar) |

| 9. forduló 1955. április 17. |

| Vasas            | 2 – 1               | Bp. Kinizsi |
| ---------------- | ------------------- | ----------- |
| Szilágyi 22' 32' | (2 – 1) Jegyzőkönyv | Ombódi 10'  |

| Népstadion, Budapest Nézőszám: 80 000 Játékvezető: Dorogi Andor (magyar) |

| 10. forduló 1955. április 30. |

| Bp. Kinizsi                                       | 6 – 1               | Győri Vasas |
| ------------------------------------------------- | ------------------- | ----------- |
| Orosz 2' 29' Fenyvesi 7' Kertész 13' 34' Láng 43' | (6 – 1) Jegyzőkönyv | Palotás 17' |

| Népstadion, Budapest Nézőszám: 50 000 Játékvezető: Rigó Lajos (magyar) |

| 11. forduló 1955. május 22. |

| Bp. Kinizsi | 0 – 0               | Bp. Vörös Lobogó |
| ----------- | ------------------- | ---------------- |
|             | (0 – 0) Jegyzőkönyv |                  |

| Népstadion, Budapest Nézőszám: 85 000 Játékvezető: Pósa János (magyar) |

| 12. forduló 1955. június 5. |

| Bp. Dózsa                   | 4 – 0               | Bp. Kinizsi |
| --------------------------- | ------------------- | ----------- |
| Kiss 23' Szusza 27' 44' 74' | (3 – 0) Jegyzőkönyv |             |

| Népstadion, Budapest Nézőszám: 70 000 Játékvezető: Dorogi Andor (magyar) |

| 13. forduló 1955. június 11. |

| Bp. Kinizsi                    | 3 – 0               | Vasas Izzó |
| ------------------------------ | ------------------- | ---------- |
| Ombódi 58' Láng 62' Borsos 84' | (0 – 0) Jegyzőkönyv |            |

| Népstadion, Budapest Nézőszám: 50 000 Játékvezető: Zsolt István (magyar) |

| 14. forduló 1955. június 15. |

| Szolnoki Légierő | 0 – 2               | Bp. Kinizsi              |
| ---------------- | ------------------- | ------------------------ |
|                  | (0 – 1) Jegyzőkönyv | Kertész 35' Fenyvesi 65' |

| Szolnok Nézőszám: 10 000 Játékvezető: Lehel Béla (magyar) |

| 15. forduló 1955. június 20. |

| Budapesti Honvéd                    | 4 – 4               | Bp. Kinizsi                           |
| ----------------------------------- | ------------------- | ------------------------------------- |
| Machos 5' Puskás 10' 17' Czibor 45' | (4 – 1) Jegyzőkönyv | Orosz 43' Borsos 53' 65' Fenyvesi 76' |

| Népstadion, Budapest Nézőszám: 65 000 Játékvezető: Pósa János (magyar) |

#### Őszi fordulók
| 16. forduló 1955. augusztus 21. |

| Diósgyőri Vasas   | 1 – 4               | Bp. Kinizsi                                      |
| ----------------- | ------------------- | ------------------------------------------------ |
| Tiba 88' Nagy 52′ | (0 – 1) Jegyzőkönyv | Borsos 10' 58' Orosz 57' Kertész 80' Dalnoki 52′ |

| DVTK-stadion, Miskolc Nézőszám: 23 000 Játékvezető: Dorogi Andor (magyar) |

| 17. forduló 1955. augusztus 28. |

| Pécsi Dózsa | 0 – 1               | Bp. Kinizsi  |
| ----------- | ------------------- | ------------ |
|             | (0 – 0) Jegyzőkönyv | Vilezsál 51' |

| PMFC Stadion, Pécs Nézőszám: 20 000 Játékvezető: Zsolt István (magyar) |

| 18. forduló 1955. szeptember 4. |

| Bp. Kinizsi                                                     | 5 – 3               | Szombathelyi Törekvés     |
| --------------------------------------------------------------- | ------------------- | ------------------------- |
| Orosz 22' Kulcsár 42' (öngól) Vilezsál 60' Láng 65' Kertész 85' | (2 – 1) Jegyzőkönyv | Bencsics 33' 70' Papp 52' |

| Népstadion, Budapest Nézőszám: 55 000 Játékvezető: Dorogi Andor (magyar) |

| 19. forduló 1955. szeptember 11. |

| Csepeli Vasas      | 1 – 0               | Bp. Kinizsi |
| ------------------ | ------------------- | ----------- |
| Dékány 54' (öngól) | (0 – 0) Jegyzőkönyv |             |

| Béke téri stadion, Budapest Nézőszám: 28 000 Játékvezető: Harangozó Sándor (magyar) |

| 20. forduló 1955. október 9. |

| Bp. Kinizsi                                   | 6 – 1               | Salgótarjáni BTC |
| --------------------------------------------- | ------------------- | ---------------- |
| Orosz 9' 30' 34' 79' Vilezsál 14' Kertész 77' | (4 – 0) Jegyzőkönyv | Opava 57'        |

| Népstadion, Budapest Nézőszám: 40 000 Játékvezető: Lehel Béla (magyar) |

| 21. forduló 1955. december 7. |

| Dorogi Bányász | 0 – 0               | Bp. Kinizsi |
| -------------- | ------------------- | ----------- |
|                | (0 – 0) Jegyzőkönyv |             |

| Bányász stadion, Dorog Nézőszám: 5 000 Játékvezető: Révész László (magyar) |

- Elhalasztott mérkőzés.

| 22. forduló 1955. október 30. |

| Vasas Izzó | 1 – 1               | Bp. Kinizsi |
| ---------- | ------------------- | ----------- |
| Lenkei 88' | (0 – 0) Jegyzőkönyv | Láng 85'    |

| Népstadion, Budapest Nézőszám: 35 000 Játékvezető: Rozsnyai József (magyar) |

| 23. forduló 1955. november 6. |

| Bp. Kinizsi                      | 3 – 2               | Bp. Dózsa              |
| -------------------------------- | ------------------- | ---------------------- |
| Farsang 9' (öngól) Orosz 30' 50' | (2 – 1) Jegyzőkönyv | Virág 29' Zsámboki 89' |

| Népstadion, Budapest Nézőszám: 50 000 Játékvezető: Zsolt István (magyar) |

| 24. forduló 1955. november 20. |

| Bp. Vörös Lobogó           | 3 – 1               | Bp. Kinizsi |
| -------------------------- | ------------------- | ----------- |
| Sándor 26' Palotás 67' 82' | (1 – 1) Jegyzőkönyv | Ombódi 25'  |

| Népstadion, Budapest Nézőszám: 50 000 Játékvezető: Pósa János (magyar) |

| 25. forduló 1955. december 4. |

| Győri Vasas     | 1 – 1               | Bp. Kinizsi            |
| --------------- | ------------------- | ---------------------- |
| Palotai 14' 68′ | (1 – 0) Jegyzőkönyv | Ombódi 83' Dalnoki 68′ |

| Győr Nézőszám: 12 000 Játékvezető: Pósa János (magyar) |

| 26. forduló 1955. december 11. |

| Bp. Kinizsi | 1 – 0               | Vasas      |
| ----------- | ------------------- | ---------- |
| Kertész 15' | (1 – 0) Jegyzőkönyv | Teleki 90′ |

| Népstadion, Budapest Nézőszám: 40 000 Játékvezető: Harangozó Sándor (magyar) |

#### Végeredmény
| #  | Csapat                | J  | Gy | D  | V  | Rg | Kg | Gk  | P  | Megjegyzés                 |
| -- | --------------------- | -- | -- | -- | -- | -- | -- | --- | -- | -------------------------- |
| 1  | Bp. Honvéd            | 26 | 20 | 5  | 1  | 99 | 47 | +52 | 45 | Bajnok, 1956–1957-es BEK   |
| 2  | Bp. Vörös Lobogó      | 26 | 18 | 5  | 3  | 71 | 29 | +42 | 41 | 1956-os közép-európai kupa |
| 3  | Bp. Kinizsi           | 26 | 15 | 7  | 4  | 64 | 27 | +37 | 37 |                            |
| 4  | Vasas SC              | 26 | 16 | 4  | 6  | 62 | 39 | +23 | 36 | 1956-os közép-európai kupa |
| 5  | Dorogi Bányász        | 26 | 9  | 11 | 6  | 39 | 35 | +4  | 29 |                            |
| 6  | Salgótarjáni BTC      | 26 | 6  | 12 | 8  | 31 | 51 | -20 | 24 |                            |
| 7  | Pécsi Dózsa           | 26 | 8  | 7  | 11 | 29 | 39 | -10 | 23 |                            |
| 8  | Bp. Dózsa             | 26 | 7  | 8  | 11 | 45 | 44 | +1  | 22 |                            |
| 9  | Csepeli Vasas         | 26 | 7  | 8  | 11 | 34 | 42 | -8  | 22 |                            |
| 10 | Szombathelyi Törekvés | 26 | 9  | 4  | 13 | 41 | 57 | -16 | 22 |                            |
| 11 | Győri Vasas           | 26 | 7  | 7  | 12 | 44 | 57 | -13 | 21 | Kiesett az NB II-be        |
| 12 | Diósgyőri Vasas       | 26 | 6  | 7  | 13 | 40 | 53 | -13 | 19 | Kiesett az NB II-be        |
| 13 | Vasas Izzó            | 26 | 4  | 5  | 17 | 24 | 60 | -36 | 13 | Kiesett az NB II-be        |
| 14 | Szolnoki Légierő      | 26 | 3  | 4  | 19 | 17 | 60 | -43 | 10 | Kiesett az NB II-be        |

1. ↑  Az 1954-1955-ös Magyar Népköztársaság-kupa győzteseként

#### Eredmények összesítése
Az alábbi táblázatban összesítve szerepelnek a Bp. Kinizsi 1955-ös bajnokságban elért eredményei.
| Ősz/tavasz (forduló)   | Otthon | Otthon | Otthon | Otthon | Otthon | Otthon | Otthon | Idegenben | Idegenben | Idegenben | Idegenben | Idegenben | Idegenben | Idegenben |
| Ősz/tavasz (forduló)   | M      | GY     | D      | V      | LG–KG  | GK     | P      | M         | GY        | D         | V         | LG–KG     | GK        | P         |
| ---------------------- | ------ | ------ | ------ | ------ | ------ | ------ | ------ | --------- | --------- | --------- | --------- | --------- | --------- | --------- |
| Tavaszi szezon (1–15.) | 9      | 7      | 2      | 0      | 30–3   | +27    | 16     | 6         | 2         | 2         | 2         | 11–11     | 0         | 6         |
| Őszi szezon (16–26.)   | 4      | 4      | 0      | 0      | 15–6   | +9     | 8      | 7         | 2         | 3         | 2         | 8–7       | +1        | 7         |
| Összesen (1–26.)       | 13     | 11     | 2      | 0      | 45–9   | +36    | 24     | 13        | 4         | 5         | 4         | 19–18     | +1        | 13        |

### Magyar kupa
| 1955. február 13. |

| Vasas Turbó | 0 – 11      | Bp. Kinizsi                |
| ----------- | ----------- | -------------------------- |
|             | Jegyzőkönyv | Orosz Környei Láng Kertész |

| Budapest |

| 1955. február 20. |

| Gödöllői Dózsa | 2 – 8       | Bp. Kinizsi                                  |
| -------------- | ----------- | -------------------------------------------- |
|                | Jegyzőkönyv | Orosz Fenyvesi Kispéter Ombódi Vilezsál Láng |

| Budapest |

| 1955. május 26. |

| Bp. Kinizsi | 2 – 4       | Szombathelyi Törekvés |
| ----------- | ----------- | --------------------- |
| Vilezsál    | Jegyzőkönyv |                       |

| Népliget, Budapest |

(folytatását lásd az 1956-os szezonnál)

### Egyéb mérkőzések
| 1955. április 9. |

| Bp. Kinizsi         | 4 – 2       | Austria Wien |
| ------------------- | ----------- | ------------ |
| Orosz Dalnoki Budai | Jegyzőkönyv |              |

| Népstadion, Budapest |

| 1955. április 11. |

| Bp. Kinizsi | 2 – 2       | Rapid Wien |
| ----------- | ----------- | ---------- |
| Orosz Budai | Jegyzőkönyv |            |

| Népstadion, Budapest |

| 1955. május 7. |

| Aarhus GF | 1 – 2       | Bp. Kinizsi   |
| --------- | ----------- | ------------- |
|           | Jegyzőkönyv | Kertész Orosz |

| Aarhus |

| 1955. május 8. |

| Odense válogatott | 1 – 8       | Bp. Kinizsi                           |
| ----------------- | ----------- | ------------------------------------- |
|                   | Jegyzőkönyv | Ombódi Fenyvesi Orosz Borsos Láng ög' |

| Odense |

| 1955. május 11. |

| Horsens válogatott | 1 – 5       | Bp. Kinizsi         |
| ------------------ | ----------- | ------------------- |
|                    | Jegyzőkönyv | Orosz Vilezsál Láng |

| Horsens |

| 1955. május 15. |

| Bp. Kinizsi | 4 – 1       | Tottenham Hotspur |
| ----------- | ----------- | ----------------- |
| Orosz Láng  | Jegyzőkönyv |                   |

| Népstadion, Budapest |

| 1955. október 23. |

| Bp. Kinizsi | 5 – 2       | BSK Beograd       |
| ----------- | ----------- | ----------------- |
|             | Jegyzőkönyv | Orosz Láng Ombódi |

| Népstadion, Budapest |

| 1955. december 31. |

| Málta | 2 – 2       | Bp. Kinizsi  |
| ----- | ----------- | ------------ |
|       | Jegyzőkönyv | Orosz Borsos |

| La Valletta |